# Сурдопедагогика
Сурдопедагогиката е наука, който се занимава с възпитанието, образованието и обучението на деца със слухови увреждания. Сурдопедагогиката е дял от дефектологията.
Основоположник на сурдопедагогиката в България е немския сурдопедагог Фердинанд Урбих, който на 15.04.1898 г. създава първото в България училище за глухонеми деца.

## Етимология
От лат. surdus (глух) и гръцкото paidagōgikē (изкуство на образованието).